# 静岡県道413号磐田袋井線
静岡県道413号磐田袋井線（しずおかけんどう413ごう いわたふくろいせん）は、静岡県磐田市から同県袋井市に至る一般県道である。

## 概要
一般県道として認定されているが、かつて国道1号であった当時の名残りとして、主要地方道である静岡県道44号磐田天竜線、静岡県道56号磐田停車場線、静岡県道86号磐田インター線、静岡県道43号磐田福田線、静岡県道61号浜北袋井線、静岡県道41号袋井大須賀線、静岡県道58号袋井春野線の各路線の起点または終点となっており、結節点として機能している。
2015年4月1日に磐田バイパスが国道1号の本線へ移行するのに伴い、並行している従来の現道も当路線に編入され、起点が磐田市小立野に移動した。

### 路線データ
- 起点 : 静岡県磐田市小立野（国道1号磐田バイパス・浜松バイパス小立野インターチェンジ）
- 終点 : 静岡県袋井市国本（国道1号交点）
- 路線延長 : 12.098 km

## 地理

### 通過する自治体
- 静岡県
  - 磐田市 - 袋井市

### 交差する道路
- 国道1号（浜松バイパス・磐田バイパス）
- 静岡県道262号豊田竜洋線（小立野IC交差点）
- 静岡県道44号磐田天竜線（加茂川交差点）
- 静岡県道56号磐田停車場線（加茂川交差点）
- 静岡県道86号磐田インター線（新通り交差点）
- 静岡県道43号磐田福田線（新通り交差点）
- 静岡県道258号豊浜磐田線（権現交差点）
- 静岡県道277号磐田山梨線（富士見町東交差点）
- 国道1号（磐田バイパス・袋井バイパス）
- 静岡県道61号浜北袋井線（川井交差点）
- 静岡県道253号掛川袋井線（川井交差点）
- 静岡県道41号袋井大須賀線（川井東交差点）
- 静岡県道58号袋井春野線（永楽町交差点）
- 国道1号（袋井バイパス）